# Пантелејмон Калафатис
Пантелејмон (Михаило Калафатис; село Петрокераса на Халкидикију, 1943) митрополит је Ксантија и Периферије.
Завршио је студије права у 1967,а теологију 1973 и био је рукоположен за ђакона и свештеника 1970. Радио је као проповедник у Спарти.
Био је директор Богословије у Кавали. После тога изабран је за протосингела Митрополије Неаполи и Тасоса, а одмах затим и игуман манастира Успења Пресвете Богородице на Тасосу.

## Митрополит у Ксантију
Лета 1995. године је изабран за митрополита Ксантија и Периферије. У Ксантију је прихваћен на веома леп начин и људи га много воле. Фебруара 2001 године одбранио је докторску дисертацију на тему „Инжењерство и заштита животне средине” на Демокрит Универзитету у Тракији. Свакодневно помеже најугроженије људе, небитно које су верске или националне припадности.